# XIe législature de la Cinquième République française
La XIe législature de la Cinquième République française est un cycle parlementaire qui s'ouvre le 12 juin 1997, à la suite des élections législatives de 1997, et se termine le 18 juin 2002, marqué par la troisième cohabitation.

## Composition de l'exécutif

### Président de la République

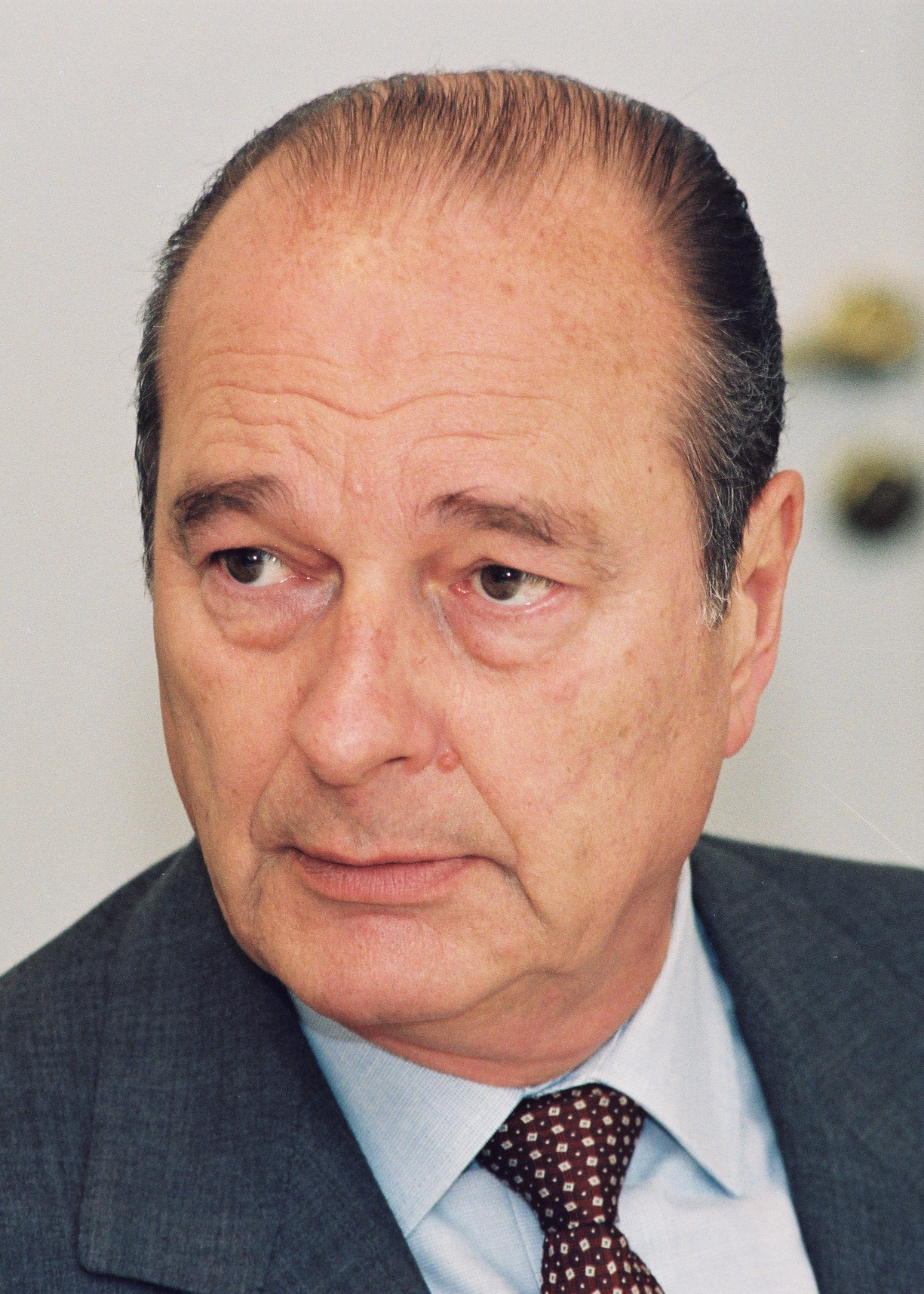
Jacques Chirac, président de la République (RPR)

### Premiers ministres et gouvernements successifs
| Gouvernement | Gouvernement | Gouvernement            | Dates (Durée)                                        | Partis                                                            | Premier ministre          |
| ------------ | ------------ | ----------------------- | ---------------------------------------------------- | ----------------------------------------------------------------- | ------------------------- |
| 1            |              | Gouvernement Jospin     | 2 juin 1997 - 6 mai 2002 (4 ans, 11 mois et 4 jours) | Gauche plurielle (coalition) : (PS - PCF - PRG - Les Verts - MDC) | Lionel Jospin (PS)        |
| 2            |              | Gouvernement Raffarin I | 6 mai 2002 - 17 juin 2002 (1 mois et 11 jours)       | Union pour la majorité présidentielle (RPR - UDF - DL - PRV)      | Jean-Pierre Raffarin (DL) |

## Composition de l'Assemblée nationale

### Résultats des élections législatives
|                                                                 |                                    |                          |                          |                           |                           |        |               |
|                                                                 |                                    | Premier tour 25 mai 1997 | Premier tour 25 mai 1997 | Second tour 1er juin 1997 | Second tour 1er juin 1997 |        |               |
|                                                                 |                                    |                          |                          |                           |                           |        |               |
|                                                                 |                                    | Nombre                   | % des inscrits           | Nombre                    | % des inscrits            |        |               |
| Inscrits                                                        | Inscrits                           | 39 217 241               | 100,00                   | 38 487 205                | 100,00                    |        |               |
| Abstentions                                                     | Abstentions                        | 12 581 299               | 32,08                    | 11 133 207                | 28,92                     |        |               |
| Votants                                                         | Votants                            | 26 635 942               | 67,92                    | 27 353 998                | 71,08                     |        |               |
|                                                                 |                                    |                          | % des votants            |                           | % des votants             |        |               |
| Bulletins blancs et nuls                                        | Bulletins blancs et nuls           | 1 301 456                | 4,9                      | 1 727 669                 | 6,3                       |        |               |
| Suffrages exprimés                                              | Suffrages exprimés                 | 25 334 486               | 95,1                     | 25 626 329                | 93,7                      |        |               |
|                                                                 |                                    |                          |                          |                           |                           |        |               |
| Étiquette politique                                             | Étiquette politique                | Voix                     | % des exprimés           | Voix                      | % des exprimés            | Sièges | Évo.          |
|                                                                 |                                    |                          |                          |                           |                           |        |               |
|                                                                 | Parti socialiste                   | 5 961 612                | 23,53                    | 9 751 423                 | 38,05                     | 255    | 202           |
|                                                                 | Rassemblement pour la République   | 3 977 964                | 15,70                    | 5 846 717                 | 22,81                     | 139    | 103           |
|                                                                 | Front national                     | 3 785 383                | 14,94                    | 1 434 854                 | 5,59                      | 1      | en stagnation |
|                                                                 | Union pour la démocratie française | 3 601 279                | 14,21                    | 5 323 177                 | 20,77                     | 112    | 84            |
|                                                                 | Parti communiste français          | 2 519 281                | 9,94                     | 982 990                   | 3,83                      | 35     | 11            |
|                                                                 | Écologistes (dont Les Verts)       | 1 726 018                | 6,81                     | 414 871                   | 1,61                      | 7      | 6             |
|                                                                 | Divers droite                      | 1 671 626                | 6,60                     | 628 468                   | 2,45                      | 0      | en stagnation |
|                                                                 | Divers gauche (dont le MDC)        | 708 605                  | 2,80                     | 652 882                   | 2,54                      | 4      | 4             |
|                                                                 | Extrême gauche                     | 638 710                  | 2,52                     | 0                         | 0                         | 0      | en stagnation |
|                                                                 | Parti radical-socialiste           | 366 067                  | 1,44                     | 562 031                   | 2,19                      | 12     | 6             |
|                                                                 | Divers                             | 351 503                  | 1,39                     | 28 916                    | 0,11                      | 5      | en stagnation |
|                                                                 | Extrême droite                     | 26 438                   | 0,10                     | 0                         | 0                         | 0      | en stagnation |
| Source : Résultats publiés sur le site de l'Assemblée nationale |                                    |                          |                          |                           |                           |        |               |

### Groupes parlementaires

Groupes politiques en 1997 :
SOC (250)
RPR (140)
UDF : (113)
COM (36)
RCV (33)
Non inscrits (5)

Groupes politiques en 1998 :
SOC (250)
RPR (140)
UDF : (82)
Démocratie libérale : (30)
COM (36)
RCV (33)
Non inscrits (6)

| Groupe parlementaire               | Groupe parlementaire               | Groupe parlementaire               | Députés                            | Députés                            | Députés | Président déclaré                                                                                |
| Groupe parlementaire               | Groupe parlementaire               | Groupe parlementaire               | Membres                            | Apparentés                         | Total   | Président déclaré                                                                                |
| ---------------------------------- | ---------------------------------- | ---------------------------------- | ---------------------------------- | ---------------------------------- | ------- | ------------------------------------------------------------------------------------------------ |
|                                    | SOC                                | Socialiste                         | 242                                | 8                                  | 250     | Jean-Marc Ayrault                                                                                |
|                                    | RPR                                | Rassemblement pour la République   | 134                                | 6                                  | 140     | Philippe Séguin (1997), Jean-Louis Debré (1997-2002)                                             |
|                                    | UDF                                | Union pour la démocratie française | 107                                | 6                                  | 113     | François Bayrou (1997-1998)                                                                      |
|                                    | UDF                                | Union pour la démocratie française | 77                                 | 5                                  | 82      | Philippe Douste-Blazy (1998-2002)                                                                |
|                                    | DLI                                | Démocratie libérale (1998-2002)    | 30                                 | 0                                  | 30      | José Rossi (1998-2000), Jean-François Mattei (2000-2002), François d'Aubert (2002)               |
|                                    | COM                                | Communiste                         | 34                                 | 2                                  | 36      | Alain Bocquet                                                                                    |
|                                    | RCV                                | Radical, citoyen et vert           | 33                                 | 0                                  | 33      | Michel Crépeau (1997-1999), Roger-Gérard Schwartzenberg (1999-2000), Bernard Charles (2000-2002) |
|                                    |                                    |                                    |                                    |                                    |         |                                                                                                  |
| Total de députés membre de groupes | Total de députés membre de groupes | Total de députés membre de groupes | Total de députés membre de groupes | Total de députés membre de groupes | 572     |                                                                                                  |
|                                    | Députés non-inscrits               | Députés non-inscrits               | Députés non-inscrits               | Députés non-inscrits               | 5       |                                                                                                  |
|                                    |                                    |                                    |                                    |                                    |         |                                                                                                  |
| Total des sièges pourvus           | Total des sièges pourvus           | Total des sièges pourvus           | Total des sièges pourvus           | Total des sièges pourvus           | 577     |                                                                                                  |

- SOC (250)
- RPR (140)
- UDF : (113)
- COM (36)
- RCV (33)
- Non inscrits (5)

- SOC (250)
- RPR (140)
- UDF : (82)
- Démocratie libérale : (30)
- COM (36)
- RCV (33)
- Non inscrits (6)

### Présidents de l'Assemblée
- Laurent Fabius (PS, 4e circonscription de la Seine-Maritime) jusqu'au 28 mars 2000.
- Raymond Forni (PS, 1re circonscription du Territoire de Belfort) à partir du 29 mars 2000.

## Élection du président de l'Assemblée nationale

### Élection du président
| Candidat         | Circonscription     | Groupe politique | Groupe politique | Voix | %     | Voix | %     | Situation |
| ---------------- | ------------------- | ---------------- | ---------------- | ---- | ----- | ---- | ----- | --------- |
| Laurent Fabius   | Seine-Maritime (4e) |                  | SOC              | 263  | 48,61 | 292  | 56,37 | Élu       |
| Nicole Catala    | Paris (11e)         |                  | RPR              | 137  | 25,32 | 223  | 43,05 | Battue    |
| Gilles de Robien | Somme (2e)          |                  | UDF              | 111  | 20,52 |      |       | Retrait   |
| Guy Hascoët      | Nord (7e)           |                  | RCV              | 30   | 5,55  |      |       | Retrait   |
| Autres           |                     |                  |                  |      |       | 3    | 0,58  |           |
|                  |                     |                  |                  |      |       |      |       |           |
| Votants          | Votants             | Votants          | Votants          | 549  | ?     | 535  | ?     |           |
| Blancs et nuls   | Blancs et nuls      | Blancs et nuls   | Blancs et nuls   | 8    | 1,46  | 17   | 3,18  |           |
| Exprimés         | Exprimés            | Exprimés         | Exprimés         | 541  | 98,54 | 518  | 96,82 |           |

### Remplacement de Laurent Fabius
À la suite du remaniement ministériel de 2000, Fabius devient ministre des Finances et quitte le perchoir.
| Candidat       | Circonscription             | Groupe politique | Groupe politique | Voix | %     | Situation |
| -------------- | --------------------------- | ---------------- | ---------------- | ---- | ----- | --------- |
| Raymond Forni  | Territoire de Belfort (1re) |                  | SOC              | 274  | 60,22 | Élu       |
| Nicole Catala  | Paris (11e)                 |                  | RPR              | 180  | 39,56 | Battue    |
| Autres         |                             |                  |                  | 1    | 0,22  |           |
|                |                             |                  |                  |      |       |           |
| Votants        | Votants                     | Votants          | Votants          | 468  | ?     |           |
| Blancs et nuls | Blancs et nuls              | Blancs et nuls   | Blancs et nuls   | 13   | 2,78  |           |
| Exprimés       | Exprimés                    | Exprimés         | Exprimés         | 455  | 97,22 |           |